# Cmentarz żydowski w Miliczu
Cmentarz żydowski w Miliczu – kirkut mieści się w dzielnicy Karłów, niedaleko cmentarza komunalnego. Powstał w 1819 roku. Ma powierzchnię 0,12 ha. Obecnie teren kirkutu jest zdewastowany i zniszczony. Na miejscu nekropolii stoją domy mieszkalne.